# Геморрагический васкулит
Геморраги́ческий васкули́т (синонимы: пурпура Шёнлейна — Ге́ноха, болезнь Шёнлейна-Ге́ноха, ревматическая пурпура, аллергическая пурпура, Шенлейна — Геноха анафилактоидная пурпура) — наиболее распространённое заболевание из группы системных васкулитов. В его основе лежит асептическое воспаление стенок микрососудов, множественное микротромбообразование, поражающее сосуды кожи и внутренних органов (чаще всего почек и кишечника). 
Главной причиной, вызывающей это заболевание, является циркуляция в крови иммунных комплексов и активированных компонентов системы комплемента. В здоровом организме иммунные комплексы выводятся из организма специальными клетками — клетками фагоцитарной системы. Чрезмерное накопление циркулирующих иммунных комплексов в условиях преобладания антигенов или при недостаточном образовании антител приводит к отложению их на эндотелии микроциркуляторного русла с вторичной активацией белков системы комплемента по классическому пути и вторичном изменении сосудистой стенки.
В результате развивается микротромбоваскулит и происходят сдвиги в системе гемостаза: активация тромбоцитов, циркуляция в крови спонтанных агрегатов, выраженная гиперкоагуляция, снижение в плазме антитромбина III, тромбопения, повышение уровня фактора Виллебранда, депрессия фибринолиза.

## История вопроса
В 1837 году известный немецкий врач И. Л. Шёнляйн (нем. J. L. Schönlein) описал «анафилактическую пурпуру». В 1874 году его соотечественник E. N. Henoch опубликовал ценную работу о том же заболевании.
Название «геморрагический васкулит», использующееся только в России, введено в 1959 году выдающимся ревматологом В. А. Насоновой. За рубежом до настоящего времени господствует термин «пурпура Шёнляйна — Геноха».

## Этиология
У большинства больных (66—80 %) развитию заболевания предшествует инфекция верхних дыхательных путей
Описана манифестация заболевания после тифа, паратифа А и Б, кори, жёлтой лихорадки.
Другими потенциальными стартовыми агентами заболевания могут быть лекарственные средства (пенициллин, ампициллин, эритромицин, хинидин, эналаприл, лизиноприл, аминазин), пищевая аллергия, укусы насекомых и переохлаждение.
Иногда геморрагический васкулит осложняет развитие беременности.

## Классификация

### По формам
1. кожная и кожно-суставная:
  - простая
  - некротическая
  - с холодовой крапивницей и отеками
2. абдоминальная и кожно-абдоминальная
3. почечная и кожно-почечная
4. смешанная

### По течению
- молниеносное течение (часто развивается у детей до 5 лет)
- острое течение (разрешается в течение 2 месяца)
- подострое (разрешается до 6 месяцев)
- затяжное (разрешается более 6 месяцев)
- хроническое.

### По степени активности
1. I степень активности — состояние при этом удовлетворительное, температура тела нормальная или субфебрильная, кожные высыпания необильные, все остальные проявления отсутствуют, СОЭ увеличено до 20 миллиметров в час.
2. II степень активности — состояние средней тяжести, выраженный кожный синдром, повышается температура тела выше 38 градусов(лихорадка), выраженный интоксикационный синдром (головная боль, слабость, миалгии), выраженный суставной синдром, умеренно выраженный абдоминальный и мочевой синдром. В крови повышено количество лейкоцитов, нейтрофилов, эозинофилов, СОЭ будет повышено до 20—40 миллиметров в час, снижается содержание альбуминов, диспротеинемия.
3. III степень активности — состояние будет уже тяжелым, выражены симптомы интоксикации (высокая температура, головная боль, слабость, миалгии). Будет выражен кожный синдром, суставной, абдоминальный (приступообразные боли в животе, рвота, с примесью крови), выраженный нефритический синдром, может быть поражение центральной нервной системы и периферической нервной системы. В крови выраженное повышение лейкоцитов, повышение нейтрофилов, повышение СОЭ выше 40 миллиметров в час, может быть анемия, снижение тромбоцитов.

## Клиническая картина
Как правило, геморрагический васкулит протекает доброкачественно. Обычно болезнь заканчивается спонтанной ремиссией или полным выздоровлением в течение 2-3 недель от момента появления первых высыпаний на коже. В некоторых случаях болезнь приобретает рецидивирующее течение. Возможны тяжёлые осложнения, обусловленные поражением почек или кишечника.
Выделяют несколько клинических форм геморрагического васкулита:
1. Простая (кожная) форма;
2. Суставная (ревматоидная) форма;
3. Абдоминальная форма;
4. Почечная форма;
5. Молниеносная форма;
6. Сочетанное поражение (смешанная форма).

Клинически болезнь проявляется одним или несколькими симптомами:
- Поражение кожи — самый частый симптом[10], относится к числу диагностических критериев заболевания. Наблюдается характерная геморрагическая сыпь — так называемая пальпируемая пурпура, элементы которой незначительно возвышаются над поверхностью кожи, что незаметно на глаз, но легко определяется на ощупь. Часто отдельные элементы сливаются, могут образовывать сплошные поля значительной площади. Иногда отдельные элементы некротизирующиеся.

В дебюте заболевания высыпания могут иметь петехиальный характер.
В начале заболевания высыпания всегда локализуются в дистальных отделах нижних конечностей. Затем они постепенно распространяются на бёдра и ягодицы. Очень редко в процесс вовлекаются верхние конечности, живот и спина.
Через несколько дней пурпура в большинстве случаев бледнеет, приобретает за счёт пигментации бурую окраску и затем постепенно исчезает. При рецидивирующем течении могут сохраняться участки пигментации. Рубцов не бывает никогда (за исключением единичных случаев с некротизацией элементов и присоединением вторичной инфекции).
- Суставной синдром — часто возникает вместе с кожным синдромом, встречается в 59-100 % случаев[8].

Поражение суставов чаще развивается у взрослых, чем у детей.
Излюбленная локализация — крупные суставы нижних конечностей, реже вовлекаются локтевые и лучезапястные суставы.
Характерны мигрирующие боли в суставах, возникающие одновременно с появлением высыпаний на коже. Примерно в четверти случаев (особенно у детей) боли в суставах или артрит предшествуют поражению кожи.
Возможно сочетание суставного синдрома с миалгиями (болями в мышцах) и отёком нижних конечностей.
Длительность суставного синдрома редко превышает одну неделю.
- Абдоминальный синдром, обусловленный поражением желудочно-кишечного тракта, встречается примерно у 2/3 от числа всех больных. Проявляется спастическими болями в животе, тошнотой, рвотой, желудочно-кишечным кровотечением (умеренно выраженные, не опасные кровотечения встречаются часто — до 50 % случаев; тяжёлые — реже, опасные для жизни — не более чем в 5 % случаев). Возможны такие тяжёлые осложнения, как инвагинация кишечника, перфорация, перитонит.

При эндоскопическом исследовании обнаруживают геморрагический или эрозивный дуоденит, реже эрозии в желудке или в кишечнике (локализация возможна любая, включая прямую кишку).
- Почечный синдром: распространённость точно не установлена, в литературе значительный разброс данных (от 10 до 60 %). Чаще развивается после появления других признаков болезни, иногда через одну — три недели после начала заболевания, но в единичных случаях может быть первым его проявлением. Тяжесть почечной патологии, как правило, не коррелирует с выраженностью других симптомов.

Клинические проявления поражения почек разнообразны. Обычно выявляется изолированная микро- или макроглобулинурия, иногда сочетающаяся с умеренной протеинурией. В большинстве случаев эти изменения проходят бесследно, но у некоторых больных может развиться гломерулонефрит. Возможно развитие нефротического синдрома.
Морфологические изменения в почках варьируют от минимальных до тяжёлого нефрита «с полулуниями». При электронной микроскопии выявляются иммунные депозиты в мезангии, субэндотелии, субэпителии, в клубочках почек. В их состав входят IgA, преимущественно 1-го и реже 2-го субкласса, IgG, IgМ, С3 и фибрин.
- Поражение лёгких: встречается в единичных случаях. Описаны больные с лёгочным кровотечением и лёгочными геморрагиями.
- Поражение нервной системы: встречается в единичных случаях. Описаны больные с развитием энцефалопатии, с небольшими изменениями в психическом статусе; могут быть сильные головные боли, судороги, кортикальные геморрагии, субдуральные гематомы и даже инфаркт мозга. Описано развитие полинейропатии.
- Поражение мошонки: встречается у детей, не чаще 35 %, и сводится к отёку мошонки (что связывают с геморрагиями в её сосуды).

Молниеносная форма. В её основе лежит гиперергическая реакция, развитие острого некротического тромбоваскулита. Заболевание чаще развивается на первом-втором году жизни через 1-4 недели после детской инфекции (ветряная оспа, краснуха, скарлатина и т. д.). Характерны симметричные обширные кровоизлияния, некрозы, появление цианотичных участков кожи (кисти, стопы, ягодицы, лицо), имеющих сливной характер. В дальнейшем возможно развитие гангрены кистей и стоп, развитие комы, шока.
Особенности геморрагического васкулита у детей:
1. Выраженность экссудативного компонента;
2. Склонность к генерализации;
3. Ограниченный ангионевротический отек;
4. Развитие абдоминального синдрома;
5. Острое начало и течение заболевания;
6. Склонность к рецидивирующему течению.

Офтальмологические проявления: массивные кровоизлияния под кожу век и конъюнктиву; иногда кровоизлияния в сетчатку, радужку, мягкие ткани глазницы (образуется экзофтальм и застойный сосок зрительного нерва); гипертоническая ретинопатия на фоне поражения почек.

## Лабораторные признаки
Неспецифичны. Важным признаком, позволяющим заподозрить заболевание, является увеличение концентрации IgA в сыворотке крови.
У 30 % — 40 % больных обнаруживается РФ.
У детей в 30 % случаев наблюдается увеличение титра АСЛ-О.
Повышение СОЭ и СРБ коррелируют со степенью активности васкулита.

## Диагностические критерии
Существуют признанные международным сообществом ревматологов классификационные критерии геморрагического васкулита, которые на протяжении многих лет (с 1990 г.) успешно используются в диагностике.
Их четыре, каждому даётся чёткое определение.
1. Пальпируемая пурпура. Слегка возвышающиеся геморрагические кожные изменения, не связанные с тромбоцитопенией.
2. Возраст менее 20 лет. Возраст начала болезни менее 20 лет.
3. Боли в животе. Диффузные боли в животе, усиливающиеся после приёма пищи. или ишемия кишечника (может быть кишечное кровотечение).
4. Обнаружение гранулоцитов при биопсии. Гистологические изменения, выявляющие гранулоциты в стенке артериол и венул.

Наличие у больного 2-х и более любых критериев позволяет поставить диагноз с чувствительностью 87,1 % и специфичностью 87,7 %.
Предложены и другие системы классификационных и дифференциально-диагностических критериев.

## Лечение
Для взрослых сначала симптоматическая терапия и кортикостероиды с иммунодепрессантами или без них.
Для детей симптоматическое лечение для контроля боли, если это необходимо.
Если причина васкулита лекарственный препарат, его надо отменить. В остальных случаях лечение в основном симптоматическое.
У взрослых кортикостероиды (например, преднизолон 2 мг/кг или до 50 мг перорально 1 раз в день) могут контролировать боли в животе и, в ряде случаев, требуются при интенсивных болях в суставах или поражении почек. При тяжелом поражении почек может быть использована пульстерапия метилпреднизолоном внутривенно с последующим назначением внутрь преднизона и иммунодепрессантов (микофенолата мофетила, азатиоприна, ритуксимаба или циклофосфамида). Однако влияние кортикостероидов на симптомы со стороны почек не до конца выяснено.
Детям обычно не нужны кортикостероиды или другие иммунодепрессанты.Терапия гепарином не оправдана.